# Acanthocladus colombianus
Acanthocladus colombianus es una especie de Magnoliopsida del género Acanthocladus, de la familia Polygalaceae, del orden Fabales.

## Distribución
Acanthocladus colombianus se distribuye por Colombia (Cundinamarca).

## Taxonomía
Fue descrita científicamente por Aymard & J.F.B.Pastore. Fue publicado por primera vez en Caldasia 31(1): 14. en 2009